# 쿠르트 페테르센
쿠르트 아르네 페테르센(스웨덴어: Kurt Arne Pettersén, 1916년 6월 21일 ~ 1957년 11월 15일)은 스웨덴의 레슬링 선수로 1948년 하계 올림픽 그레코로만형 밴텀급에서 금메달을 땄다. 그는 1938년,1939년과 1949년 유럽 선수권 대회에서 은메달을 획득했다.
그는 41세의 나이로 암으로 사망했다.

## 참조
1. ↑  쿠르트 페테르센[깨진 링크(과거 내용 찾기)]. sports-reference.com